# NGC 4149
NGC 4149 (ook: NGC 4154) is een spiraalvormig sterrenstelsel in het sterrenbeeld Jachthonden. Het hemelobject werd op 17 april 1789 ontdekt door de Duits-Britse astronoom William Herschel.

## Synoniemen
- UGC 7167
- ZWG 292.76
- MCG 10-17-155
- IRAS 12080+5834
- PGC 38741